# Jelena Leonidowna Nurgalijewa

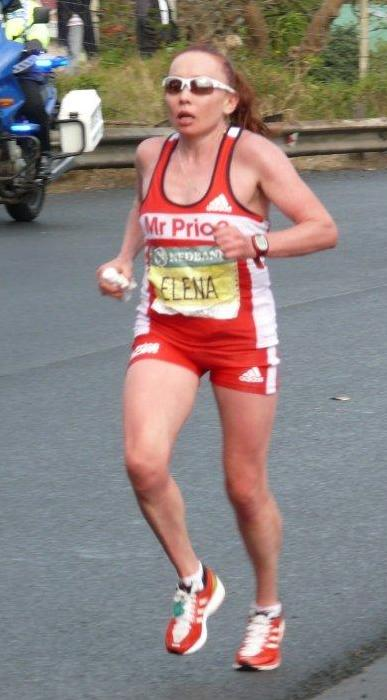
Jelena Leonidowna Nurgalijewa

Jelena Leonidowna Nurgalijewa (russisch Елена Леонидовна Нургалиева, engl. Transkription Yelena Nurgali(y)eva; * 9. Januar 1976 in Kujeda, Region Perm) ist eine russische Marathon- und Ultramarathonläuferin.
Ihren ersten großen Erfolg hatte sie 2003 bei der russischen Meisterschaft im 100-km-Straßenlauf, bei der sie den zweiten Platz in 7:31:14 h belegte, zeitgleich mit ihrer Zwillingsschwester Olesja, die Dritte wurde. Kurz danach traten die eineiigen Zwillinge beim Comrades Marathon an: Jelena siegte vor Olesja. Beim Podgorica-Marathon gewann wiederum Olesja vor Jelena.
Im Jahr darauf gewann Jelena beim Two Oceans Marathon, dem anderen großen südafrikanischen Ultralauf, erneut vor ihrer Schwester. Zwei weitere Doppelstarts gab es in dieser Saison: Beim Comrades Marathon verteidigte Jelena ihren Titel mit einem Streckenrekord für die Up-Run-Variante, während Olesja Vierte wurde, und beim Frankfurt-Marathon gab es einen Doppelsieg, bei dem Olesja mit einer Sekunde Vorsprung vor Jelena einlief, die mit 2:29:49 ihren persönlichen Rekord erzielte.
2005 gab es beim Two Oceans Marathon erneut einen Doppelsieg in der Reihenfolge Jelena vor Olesja, während beim Comrades Marathon Jelena als Dritte einen Platz hinter ihrer Schwester rangierte. Zum Saisonabschluss wurde Jelena Vierte beim Honolulu-Marathon hinter der siegreichen Olesja.
In der Saison 2006 startete Jelena alleine bei den südafrikanischen Ultramarathons, während Olesja sich auf die Marathondistanz beschränkte. Sie wurde Zweite beim Two Oceans Marathon und stellte beim Comrades Marathon erneut einen Streckenrekord für den Up Run auf.
2007 waren die Zwillinge wieder gemeinsam unterwegs: Jelena wurde einen Platz vor Olesja Dritte beim Two Oceans Marathon und hinter Olesja Zweite beim Comrades Marathon, bei dem die Schwestern die übrige Konkurrenz um mehr als zehn Minuten deklassierten.
Sechs weitere Doppelsiege in Südafrika folgten in den beiden darauffolgenden Jahren: 2008 hatte beim Two Oceans Marathon Olesja, beim Comrades Marathon Jelena die Nase vorne. Ein Jahr später triumphierte umgekehrt Jelena beim Two Oceans Marathon und Olesja beim Comrades Marathon, und 2010 siegte dann wieder Olesja beim Two Oceans Marathon und Jelena beim Comrades Marathon.
Jelena Nurgalijewa lebt in Perm und wird von Jelena Popowa trainiert.